# خانه جعفری
خانه جعفری مربوط به دوره پهلوی دوم است و در سمنان، خیابان باهنر، نبش خیابان ابوذر واقع شده و این اثر در تاریخ ۷ خرداد ۱۳۸۷ با شمارهٔ ثبت ۲۲۹۴۰ به‌عنوان یکی از آثار ملی ایران به ثبت رسیده است.